# The Hoodlum Saint
The Hoodlum Saint è un film statunitense del 1946, diretto da Norman Taurog e interpretato da William Powell, Esther Williams e Angela Lansbury. Questo film non è mai stato distribuito in Italia.

## Trama
Terence Ellerton è un ex reporter che torna a casa dopo aver combattuto nell'esercito durante la Grande Guerra. È in procinto di rifarsi una vita e di cercare un lavoro. Un giorno incontra una bellissima e ricca ragazza di nome Kay che diventerà il suo biglietto da visita per entrare a far parte di quel mondo ricco e potente al quale ha sempre aspirato. Nel frattempo, però, ha una relazione con la giovane cantante Dusty Millard. Presto ottiene un impiego in una redazione giornalistica, iniziando cinicamente a far soldi ad ogni costo. Dopo il crollo del '29 cerca una via di conforto nella religione.